# Wybory parlamentarne w Irlandii w 2007 roku
Wybory parlamentarne w Irlandii odbyły się odbyły się 24 maja 2007. Kandydaci walczyli o 165 ze 166 miejsc w Dáil Éireann. W Irlandii obowiązuje ordynacja proporcjonalna (system pojedynczego głosu przechodniego).
Mimo zwycięstwa Fianna Fáil, wybory były przede wszystkim sukcesem opozycyjnej Fine Gael, która zwiększyła swój stan posiadania w Dáil Éireann o 20 miejsc. Progresywni Demokraci stracili sześć z ośmiu mandatów, zaś Páirti Sóisialach utraciła swój jedyny mandat. Po wyborach utworzono rząd koalicyjny. Mimo utraty większości przez rządzącą Irlandią od wyborów w 1997 roku koalicję Fianna Fáil i Progresywnych Demokratów, Bertie Ahern mógł zachować fotel premiera, ponieważ do koalicji dołączyła (wbrew przedwyborczym obietnicom niewchodzenia w koalicje z prawicą) Partia Zielonych.

## Wyniki wyborów
| Partia                    | Liczba głosów | %     | +/–% | Liczba mandatów | +/– |
| ------------------------- | ------------- | ----- | ---- | --------------- | --- |
| Fianna Fáil               | 858 565       | 41,56 | +0,1 | 77 (+1)         | -4  |
| Fine Gael                 | 564 428       | 27,32 | +4,8 | 51              | +20 |
| Partia Pracy              | 209 175       | 10,13 | -0,7 | 20              | ±0  |
| Partia Zielonych          | 96 936        | 4,69  | +0,9 | 6               | ±0  |
| niezależni                | 118 951       | 5,76  | -3,7 | 5               | -8  |
| Sinn Féin                 | 143 410       | 6,94  | +0,4 | 4               | -1  |
| Progresywni Demokraci     | 56 396        | 2,73  | -1,3 | 2               | -6  |
| Partia Socjalistyczna     | 13 218        | 0,64  | -0,2 | 0               | -1  |
| inni                      | 4 731         | 0,23  | -0,5 | 0               | ±0  |
| Razem (frekwencja: 67,0%) | 2 085 245     | 100   |      | 165 (+1)        |     |

W wyniku wyborów 2 065 810 głosów zostało uznanych za ważne, 19435 głosów oddano jako nieważne.

## Wybory uzupełniające
Pierwsze wybory uzupełniające w trakcie kadencji 30. Dáil odbyły się w dwóch okręgach 5 czerwca 2009 równocześnie z wyborami do PE, spowodowane były śmiercią dwóch posłów w trakcie sprawowania mandatu. Kolejne wybory uzupełniające w listopadzie 2010 spowodowane były objęciem przez Pata Gallaghera mandatu w Parlamencie Europejskim.
- 5 czerwca 2009, okręg Dublin South, Séamus Brennan (Fianna Fáil) zastąpiony przez George'a Lee (Fine Gael)
- 5 czerwca 2009, okręg Dublin Central, Tony Gregory (niezależny) zastąpiony przez Maureen O'Sullivan (niezależna)
- 25 listopada 2010, okręg Donegal South West, Pat "the Cope" Gallagher (Fianna Fáil) zastąpiony przez Pearse'a Doherty'ego (Sinn Féin)